# Penisola di Lindenberg

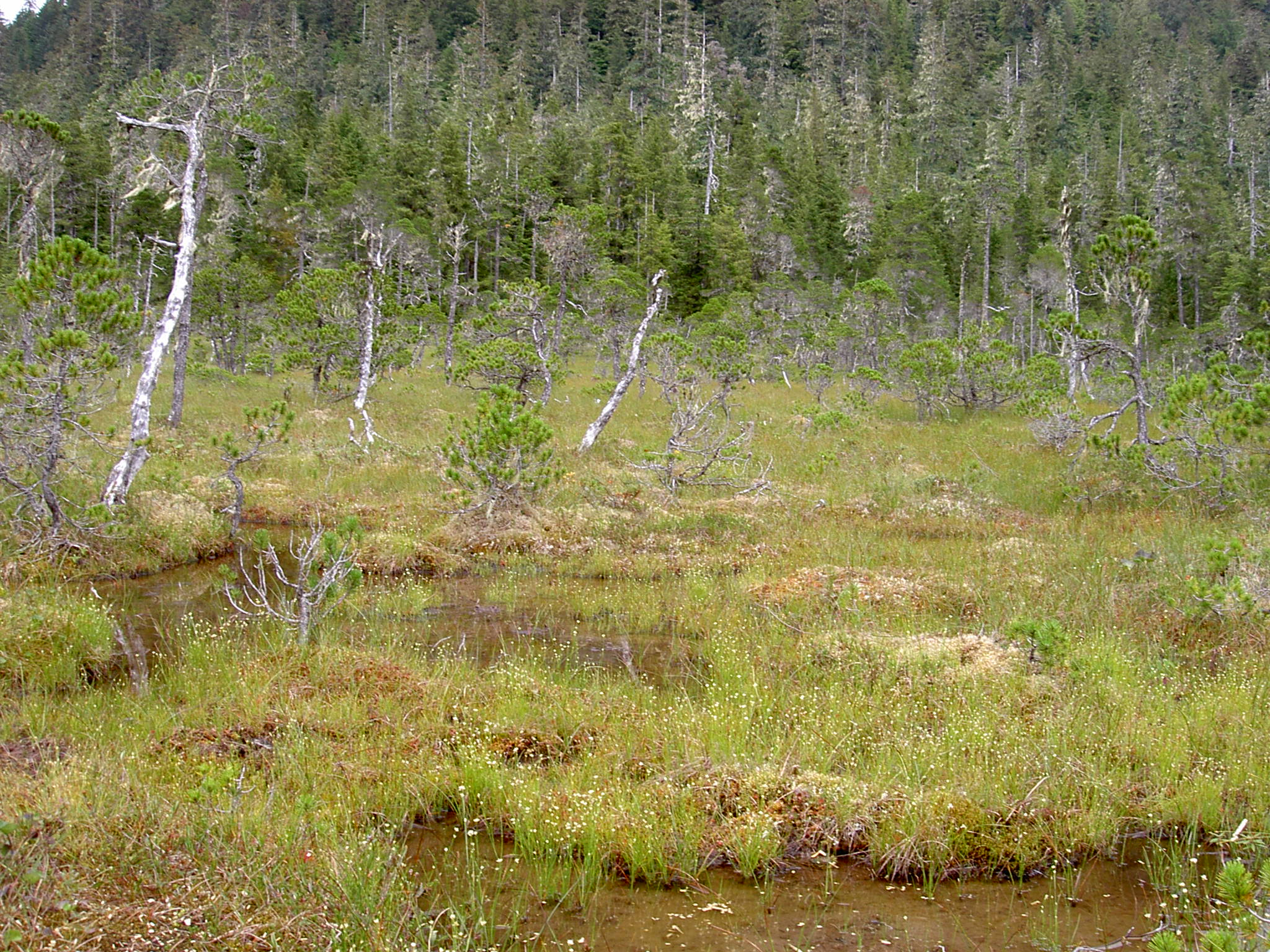
Una palude sulla penisola di Lindenberg

La penisola di Lindenberg è una penisola sulla costa orientale dell'isola di Kupreanof, nell'arcipelago Alessandro, nell'Alaska sudorientale. È separata dalla parte principale dell'isola dal canale di Duncan.
La penisola fu chiamata nel 1853 dal navigatore Mikhail Vasilyev del Dipartimento idrografico russo della Marina imperiale russa in onore del geografo russo di origine finlandese G. Lindenberg, che esplorò ed esaminò l'arcipelago Alessandro nel 1838.